# Афанасьев, Пётр Алексеевич (инженер)
Пётр Алексеевич Афанасьев (1845—1897) — русский инженер и педагог, заслуженный профессор; действительный статский советник.

## Биография
Сын унтер-офицера. Окончил в 1866 году курс механического отделения в Петербургском технологическом институте со степенью технолога 1-го разряда. Работал на частных и казённых заводах: Емельяновском чугунно-литейном заводе, механиком Санкт-Петербургского арсенала.
Принимал участие в деле перевооружения русской армии: в 1870 году он был приглашён для устройства временной мастерской для изготовления так называемых дистанционных и ударных трубок; в 1871 году был командирован на Тульский оружейный завод для ревизии механизмов, которые могут быть использованы в арсенальном деле; в 1872 году ему было поручено устройство трубочного отдела патронного завода. Он занимался проектированием станков для изготовления трубок. С 1873 года занимался проектированием литейной нового арсенала. В 1874 году он был назначен на должность главного механика патронного завода. В 1876 году был удостоен степени инженера-технолога.
В 1888 году он был произведён в действительные статские советники; в 1890 году утверждён в должности главного заводского инспектора по министерству путей сообщения.
Практическая инженерная деятельность Афанасьева дополнялась преподавательской: ещё в 1871 году он стал преподавать в Петербургском технологическом институте, в котором с образованием в 1872 года V курса ему было поручено чтение лекций на этом курсе по предмету заводских машин и руководство проектами студентов по этому же предмету. С 1873 года он приступил к чтению лекций по мукомольному делу, а впоследствии и по технологии дерева; с 1879 года — профессор. Автор «Некролога» П. А. Афанасьева («Новое Время». — 1896. — № 7487) указывал, что «на своей педагогической деятельности он был «благим» учителем, в лучшем значении этого слова; вообще он всегда служил только делу и менее всего лицам. По этой причине, быть может, он не пользовался особой популярностью, но он и не бегал за ней».
П. А. Афанасьев был автором статей в Энциклопедическом словаре Брокгауза и Ефрона, а также ряда публикаций, в числе которых: «Определение усилий и его работы при образовании стружек» (СПб.: тип. Имп. Акад. наук, ценз. 1884. — 62 с.) и лекции, которые читались Афанасьевым в технологическом институте: «Железо-прокатные машины» (СПб.: лит. Пазовского, 1874. — 302 с.), «Лесопильные машины» (1874 и 1875), «Воздуходувные машины» (СПб.: лит. Технол. ин-та, 1878. — 276 с.; 1883. — 270 с.), «Курс заводских машин» (СПб.: лит. Технол. ин-та, 1880. — 604 с.; 1886. — 854 с.; СПб: лит. Ф. Кремер, 1888. — 888 с.), «Курс механической технологии дерева» (СПб.: лит. Технол. ин-та, 1879. —- 771 с.; 1883. — 843 с.; 1886. — 972 с.).
Скоропостижно умер 9 января 1897 года в Вене от паралича сердца.